# Рами Малек
Рами Саид Малек (на английски: Rami Said Malek; на арабски: رامي سعيد مالك) е американски актьор от египетски произход. Печели наградата на критиците, както и Еми награда (най-добър актьор в главна роля в сериал – драма) за революционната си роля на компютърния хакер Елиът Алдерсън в телевизионната поредица „Мистър Робот“. Има три номинации за „Златен глобус“ и печели наградата за главна мъжка роля през 2019 с играта си в „Бохемска рапсодия“. Образът на великия фронтмен на Куин му носи и номинация за Оскар. На деветдесет и първата церемония по връчване на наградите Малек става първия актьор от арабски произход, печелещ престижната категория „Най-добър актьор в главна мъжка роля“.

## Биография
Роден и израснал в Лос Анджелис, Калифорния в коптско православно семейство, Малек изучава театър в Университета в Евансвил в Индиана. Започва актьорската си кариера с второстепенни роли в киното и телевизията и озвучава телевизионни и видео игри.
Малек има второстепенни роли в „Нощ в музея“, „Пасифик“, „Здрач“ преди да изпълни главната роля на Фреди Мъркюри във филма „Бохемска рапсодия“ (2018), за която получава положителни отзиви и печели няколко награди през 2019 г. – Златен глобус за най-добра мъжка роля, БАФТА за най-добър актор, наградата на гилдията на киноактьорите на САЩ и Оскар за най-добра мъжка роля.

## Избрана филмография
| година | филм                   | роля          |
| ------ | ---------------------- | ------------- |
| 2006   | Нощ в музея            | Акменра       |
| 2009   | Нощ в музея 2          | Амун Ра       |
| 2012   | Учителят               | Кларк         |
| 2018   | Бохемска рапсодия      | Фреди Меркюри |
| 2020   | Смъртта може да почака | Луцифер Сафин |